# Denis McLean
Denis McLean CMG (* 18. August 1930 in Napier; † 30. März 2011 in Wellington) war ein neuseeländischer Diplomat, Hochschullehrer und Autor.

## Leben
McLean studierte an der Victoria University und war 1954 Rhodes-Stipendiat an der University of Oxford. Ab 1957 arbeitete er im neuseeländischen Außenministerium. Seine dortigen Aktivitäten brachten ihn nach London, Washington, D.C., Paris und Kuala Lumpur. Im Jahr 1978 wechselte er in das Verteidigungsministerium und fungierte von 1979 bis zu seinem Rücktritt 1988 als Secretary of Defence.
McLean wurde auch als Gastprofessor tätig und lehrte an der Australian National University in Canberra, sowie an mehreren in Washington, D.C. gelegenen Instituten, namentlich dem Woodrow Wilson International Center for Scholars, dem Carnegie Endowment for International Peace und dem United States Institute of Peace. Während seiner Zeit in Washington, D.C. bekleidete er zusätzlich von 1991 bis 1994 den Posten des neuseeländischen Botschafters in den Vereinigten Staaten. Von 1995 bis 1998 war McLean Warburg Professor für internationale Beziehungen am Bostoner Simmons College.
Er schrieb mehrere Bücher, unter anderem über die internationalen Beziehungen mit Australien und den Vereinigten Staaten. Im Jahr 2008 veröffentlichte er eine Biografie des neuseeländischen Generalmajors Howard Kippenberger.
Denis McLean wurde 1988 zum Companion des Order of St. Michael and St. George ernannt. Er war verheiratet und hat drei Kinder, zwei Söhne und eine Tochter. Er verstarb im März 2011.

## Veröffentlichungen (Auswahl)
- McLean, Denis: The Prickly Pair: Making Nationalism in Australia and New Zealand (2003)
- McLean, Denis: Howard Kippenberger: Dauntless Spirit (2008)